# 2109-es mellékút (Magyarország)
A 2109-es számú mellékút egy négy számjegyű mellékút, részben Pest vármegye, részben Nógrád vármegye területén, a Cserhát déli peremvidékén.

## Nyomvonala
Aszódon ágazik ki a 3-as főútból, annak a 43+700-as kilométerszelvénye közelében lévő körforgalmából, ugyanonnan, ahonnan a 31 309-es számú mellékút is kiágazik dél felé (ez Aszód vasútállomást szolgálja ki). Kezdeti, keleti irányából gyorsan északkeletnek fordul; aszódi települési neve Falujárók útja. Kevéssel a második kilométere előtt lép át Kartal területére, ott a Rákóczi út nevet veszi fel. 5 kilométer után hagyja el Kartal utolsó házait, de még majdnem további 3 kilométeren át a település külterületén halad. 10 kilométer után éri el Verseg területét, ott először Fő utca a neve, majd miután csatlakozik bele a 2106-os út nyugat felől – kevéssel annak 42. kilométere előtt, ez a mellékút Váctól vezet idáig –, a Kossuth Lajos utca nevet veszi fel; utolsó szakaszán, Verseg északi részén a neve Kökényesi utca.
Kevéssel a 12. kilométere előtt ágazik ki belőle kelet-északkelet felé a 2111-es út, ő maga egyúttal északabbnak fordul, míg a 2111-es az általa addig követett irányban indul. Körülbelül tizenharmadik kilométerénél lép át a Nógrád vármegyei Erdőtarcsa külterületére; 14. kilométere előtt keresztezi a 21 152-es út, amely északnyugat felé ez utóbbi település központjába és azon keresztül Kállóra, az ellenkező irányban, délkelet felé pedig a már Heves vármegyéhez tartozó Nagykökényesre vezet.

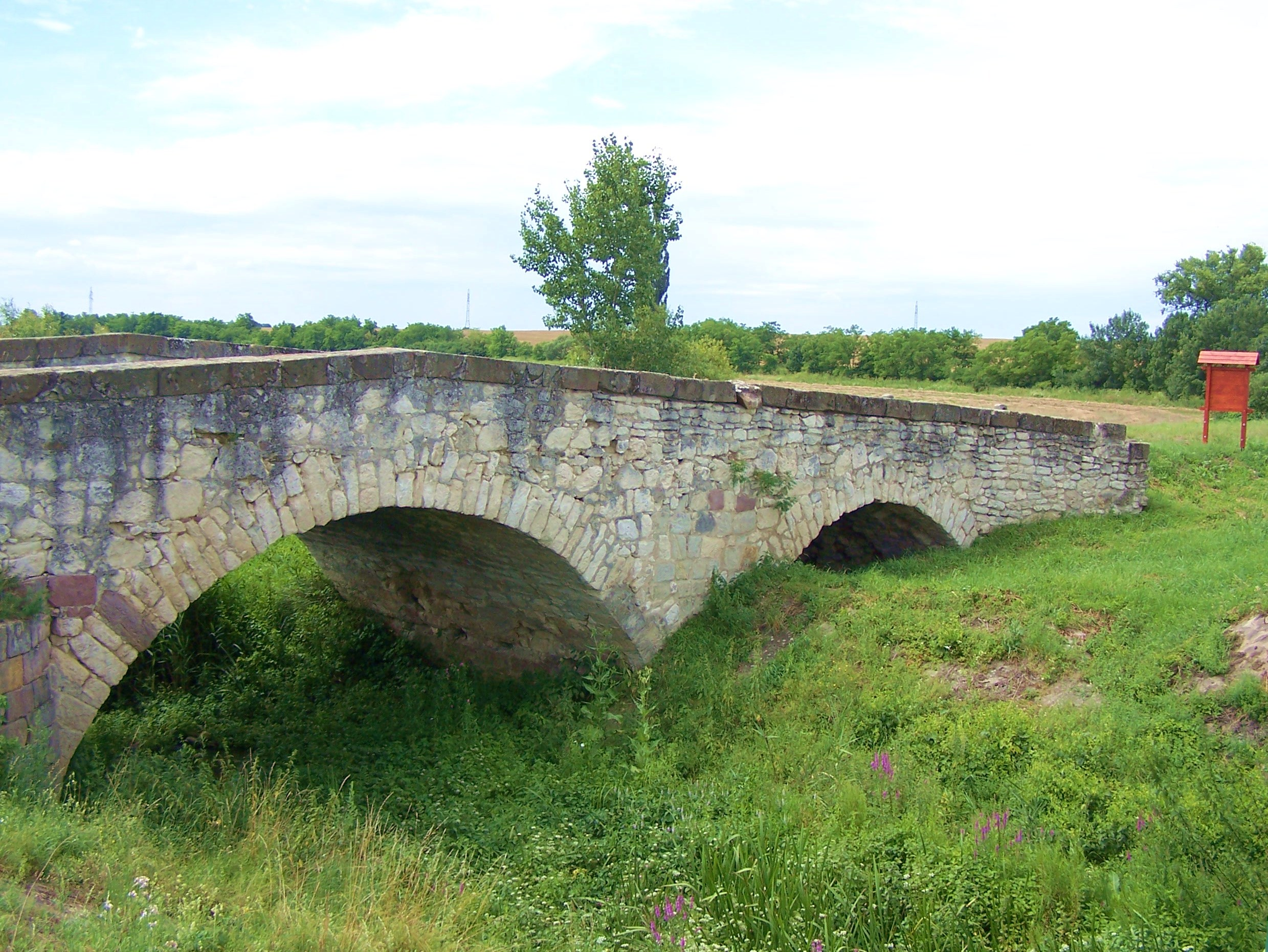
A héhalmi műemlék híd az út felől nézve

Hamarosan Héhalom külterületére lép, a 16+500-as kilométerszelvénye körül egy 19. századi műemlék kőhíd mellett halad el – az ezen áthaladó régi útszakasz a 21 156-os útszámozást viseli –, a falu első házait pedig a 18. kilométere környékén éri el. 18+200-as kilométerszelvénye körül kiágazik belőle a 21 151-es számú mellékút Szirákra, a tizenkilencedik kilométernél pedig Palotás területére lép át. Ez utóbbi falu központjában beletorkollik a 2136-os út, észak (Kisbágyon) felől, az út pedig északkelet felé halad tovább. 24,242 kilométer megtétele után ér véget, a 2129-es útba torkollva, annak majdnem pontosan 25. kilométerénél, Szarvasgede területén.